# Mieczysław Kalenik
Mieczysław Kalenik (1 de enero de 1933 - 16 de junio de 2017) fue un actor polaco.

## Primeros años
Kalenik nació en la ciudad Międzyrzec Podlaski, Voivodato de Lublin, Polonia.

## Filmografía seleccionada
- Pokolenie (1955)
- Krzyżacy (1960)
- The First Day of Freedom (1964)
- Stawka większa niż życie (televisión; 1968)
- Tecumseh (1972)
- Czterdziestolatek (televisión; 1975)
- Kazimierz Wielki (1975)
- Jarosław Dąbrowski (1976)
- Pan Tadeusz (1999)